# 176532 Boskri
176532 Boskri è un asteroide della fascia principale. Scoperto nel 2002, presenta un'orbita caratterizzata da un semiasse maggiore pari a 3,169788 UA e da un'eccentricità di 0,145467, inclinata di 6,449408° rispetto all'eclittica.